# Cepu-Waldbahn
| Cepu Waldbahn                                 | Cepu Waldbahn                   |
| --------------------------------------------- | ------------------------------- |
| Du Croo & Brauns-Lokomotive der Cepu-Waldbahn |                                 |
| Streckenlänge:                                | Früher 300 km, heute noch 30 km |
| Spurweite:                                    | 1067 mm (Kapspur)               |
|                                               |                                 |

Die Cepu-Waldbahn oder englisch Cepu Forest Railway ist eine vor allem dampfbetriebene Schmalspurbahn mit einer Spurweite von 1067 mm (3 Fuß 6 Zoll) durch die Teakholz-Plantagen nordwestlich der Stadt Cepu an der Grenze zwischen den Provinzen Zentral- und Ostjava auf der Insel Java in Indonesien.
Die Bahnstrecke wurde 1915 im Perhutani-Wald gebaut und war bis in die späten 1990er Jahre voll in Betrieb. Seit 1998 wurden lange Strecken des zwischenzeitlich bis 300 km langen Gleisnetzes abgebaut, aber es gab noch bis 2002 gelegentlich Holztransporte. Die verbliebene etwa 30 km lange Strecke führt zu einem Arboretum mit sehenswerten Teakbäumen und kulturellen Veranstaltungen. Seit 2002 verkehren gecharterte Holztransport- und Touristenzüge als Museumseisenbahn, die von PT Palawai in Jakarta organisiert und vermarktet werden. Diese sind insbesondere bei Touristen aus Europa, USA und Japan beliebt.
Im Jahr 2006 wurde die Brücke bei Cepu bei einer Überschwemmung schwer beschädigt, aber 2007 wieder repariert. 2010 wurden der kommerzielle Holztransport mit der Dampfeisenbahn in dem ansonsten unzugänglichen Wäldern wieder aufgenommen, um durch Sturmschäden umgestürzte Bäume abzutransportieren.
Zusammen mit den Eisenbahnen der Olean Sugar Mill in Situbondo (einem Weltkulturerbe-Kandidaten in Zentraljava) der Tasik Madu Sugar Mill und der Zahnradbahn von Ambarawa (beide in Zentraljava) ist die Cepu-Waldbahn einer der touristischen Höhepunkte für Dampfeisenbahnfreunde. Mit vier funktionsfähigen Lokomotiven bietet sie die höchste Konzentration von Dampfloks in Indonesien.